# Baie Cumberland (Canada)
Pour les articles homonymes, voir Baie Cumberland et Cumberland.
« Baie Northumberland » et « Baie Hogarth » redirigent ici. Pour les autres significations, voir Northumberland et Hogarth.
La baie Cumberland, Northumberland ou encore Hogarth est un plan d'eau arctique situé dans la région de Qikiqtaaluk au Nunavut (Canada). C'est un bras de l'Ouest du détroit de Davis séparant les péninsules de Hall et de Cumberland de l'île de Baffin.

## Géographie
Elle mesure environ 250 km de long et 80 km de large.
Quelques petites îles parsèment le plan d'eau qui a été formé par l'activité glaciaire et par l'eau de fonte des glaciers.
La seule communauté établie sur le littoral de la baie est Pangnirtung située sur la péninsule de Cumberland.

## Faune
La baie est l'hôte du Béluga de la baie Cumberland, une espèce en danger, qui vivrait à l'année longue dans la baie en passant la saison estivale dans sa partie septentrionale. Les orques sont aussi présents dans la baie.